# اوبرا (استان لهستان بزرگ‌تر)

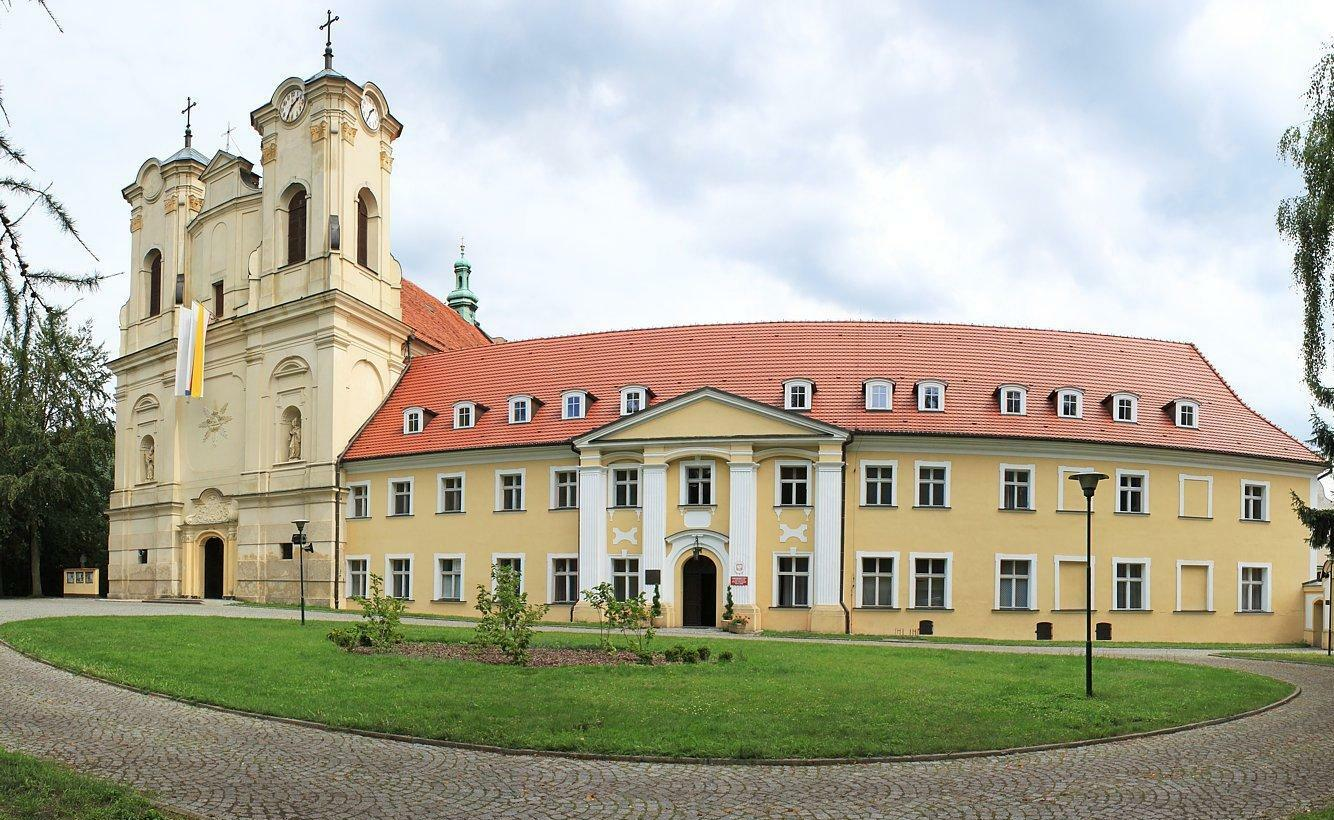
صومعه مبلغان مریم مقدس در اوبرا در نزدیکی ولستین. ساختمان با نمای زرد، مدرسه عالی الهیات و به طور دقیق تر، دانشکده الهیات (Sekcja w Obra) دانشگاه آدام میکیویچ است.

اوبرا (استان لهستان بزرگ‌تر) (به لهستانی:  Obra) یک روستا در لهستان است که در گمینا وولشتن واقع شده‌است.
 اوبرا  ۲٬۰۵۹ نفر جمعیت دارد.